# 知床斜里車站

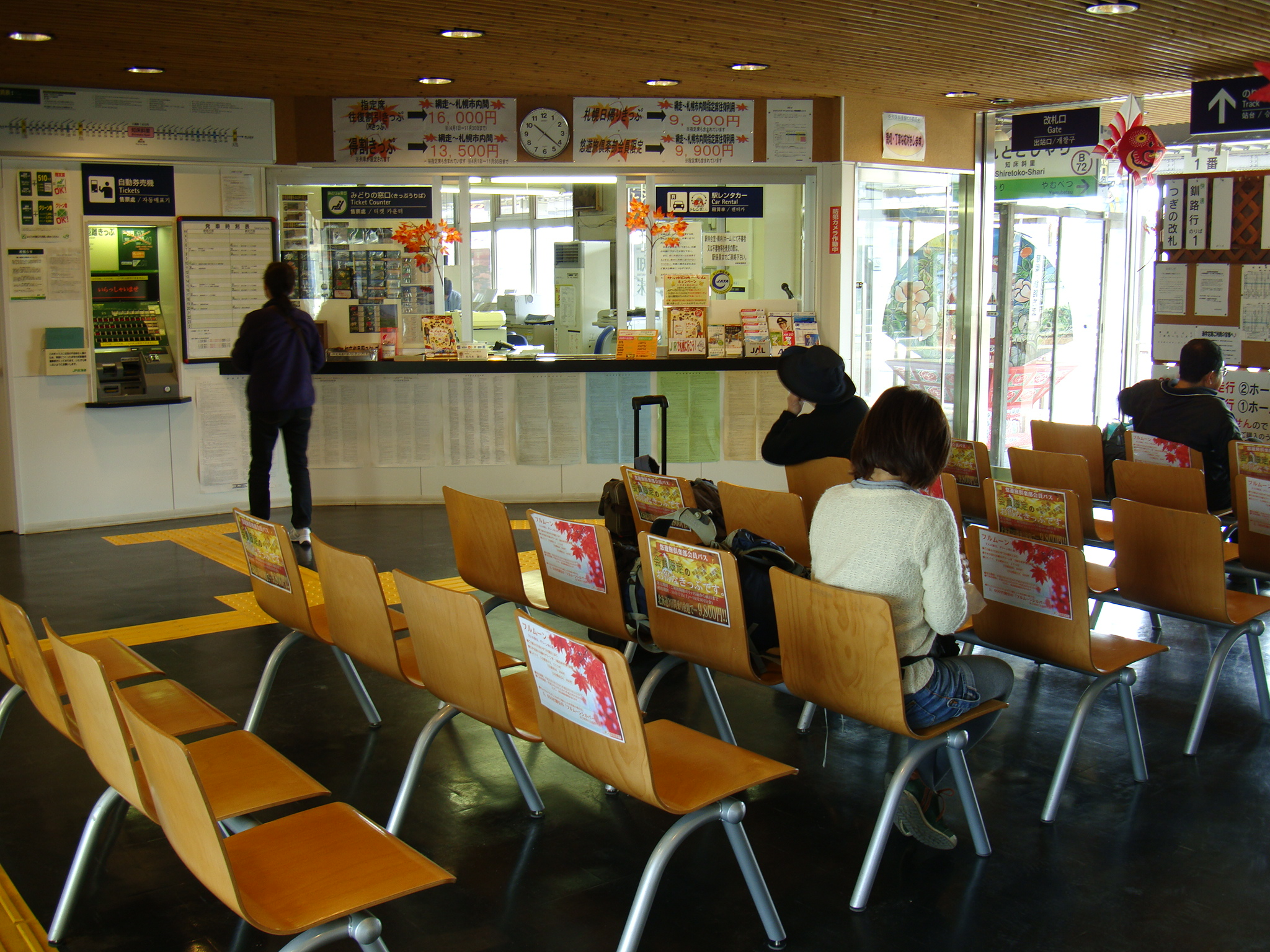
候車室

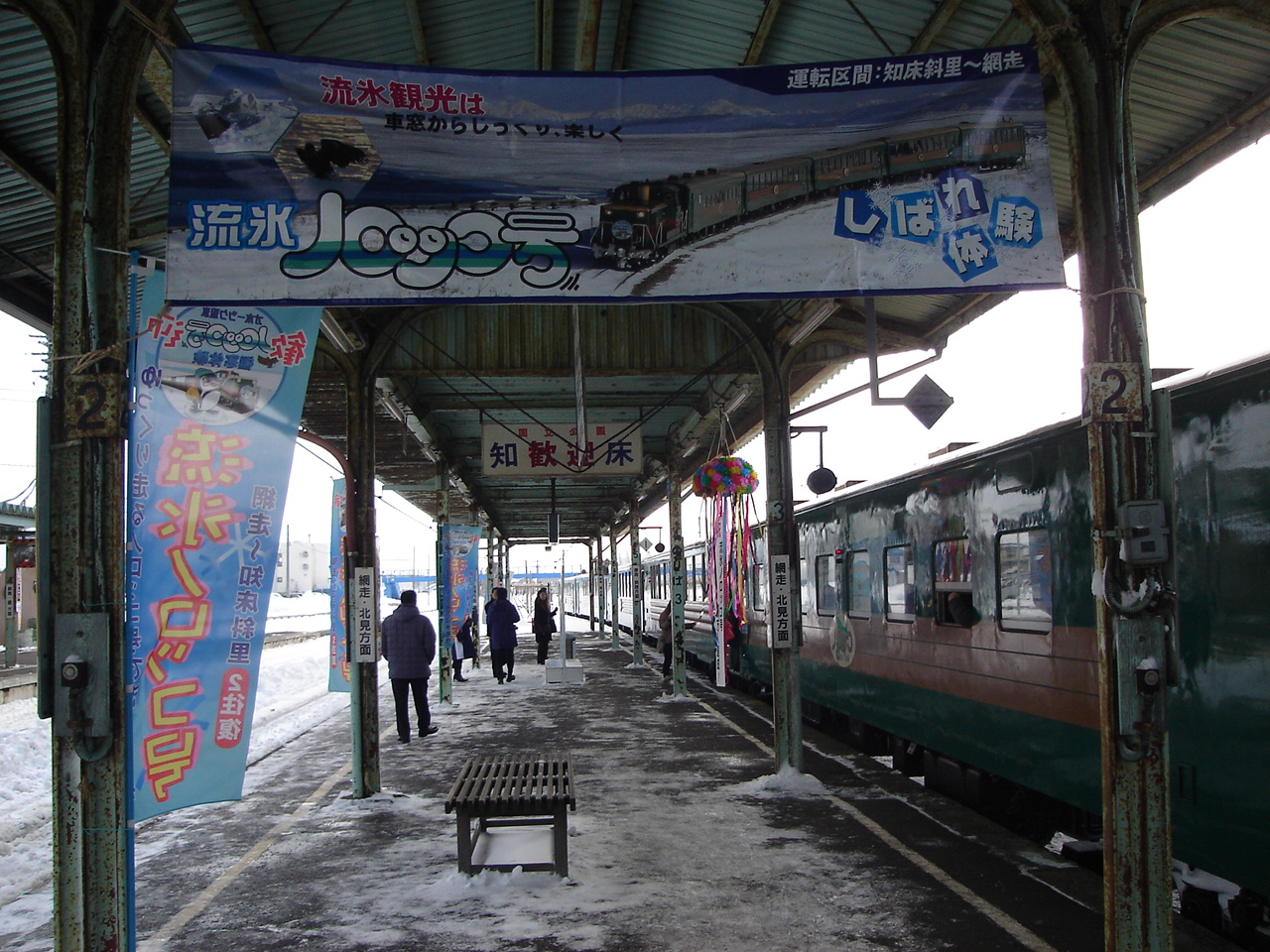
車站月台，「流冰諾羅科號」正在車站停靠

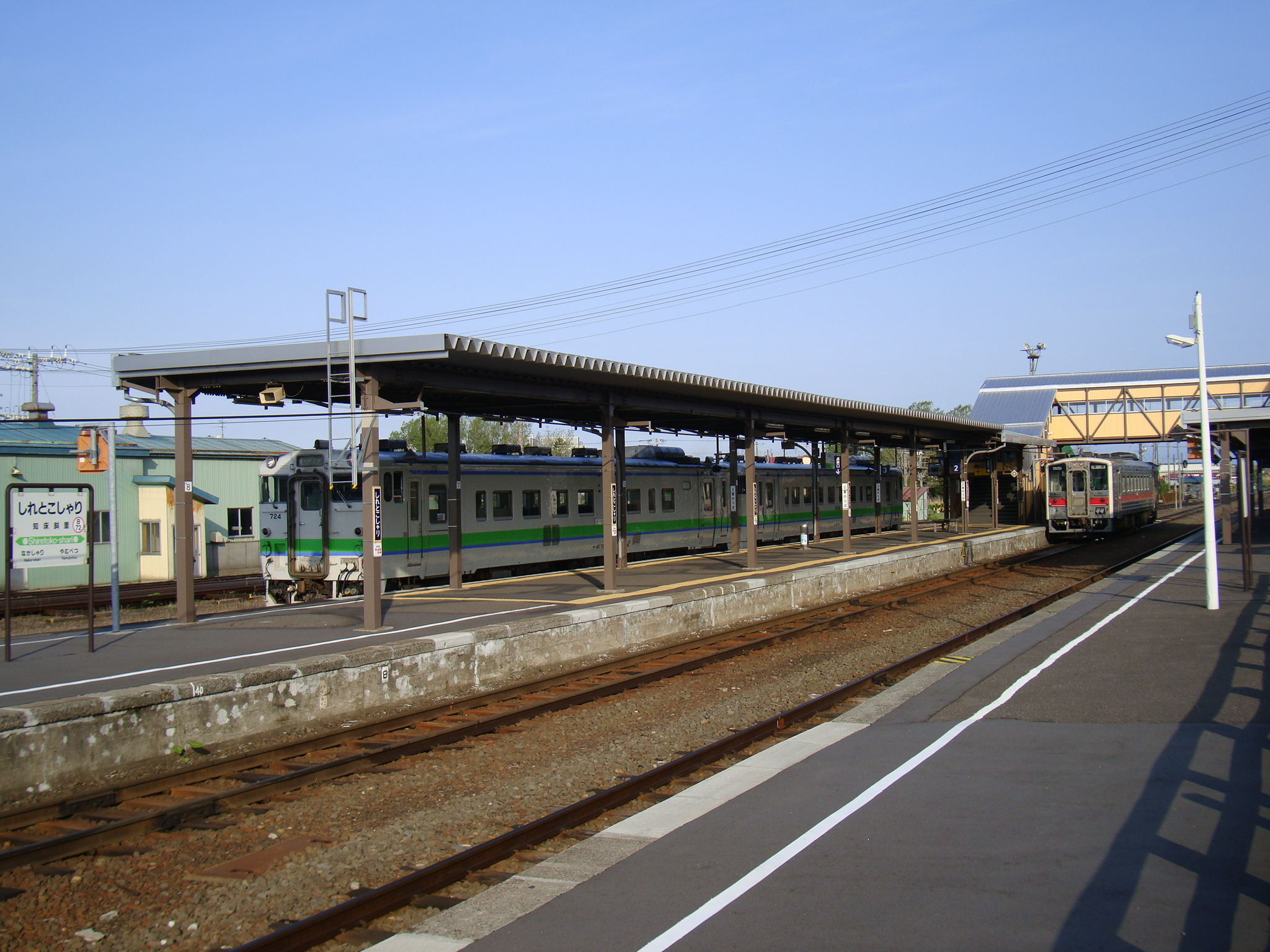
車站月台

知床斜里車站（日语：／ Shiretoko-shari eki */?）是一由北海道旅客鐵道（JR北海道）所經營的鐵路車站，位於日本北海道斜里郡斜里町境內，是釧網本線沿線的主要車站之一，也是所在地斜里町的主車站，车站编号为B72，电报略号为。知床斜里隸屬JR北海道釧路支社管轄範圍，配置有站員與綠窗口，也是周遭多個小型無人站的管理車站。名列世界遺產之一的知床半島，就是以本站作為主要的進出門戶。

## 簡介
知床斜里車站在1925年啟用時，原名斜里，此名稱源自愛奴語中的「sar-i/」，意指「有葦原的濕地」。1998年時為了強調其作為知床半島門戶的觀光價值，因而改為知床斜里的現名。
雖然今日的知床斜里車站只有釧網本線一條路線經過，但在過去它曾是多條地方鐵路線的交會車站。1932年殖民軌道斜里線通車，連結斜里與位在鄂霍次克海沿岸的知布泊地區，但該輕便鐵路線已於1953年廢線。1957年時根本線斜里～越川之間路段通車，但該路線在1970年時在只完成部分路段尚未全線通車的未成線狀態下廢線，斜里車站自此不再具有轉車站的功能。
每年冬季才會行駛的道東臨時觀光列車「流冰諾羅科號」（流氷ノロッコ号）就是以知床斜里作為折返車站，每日兩班次往返於知床斜里與網走之間。

## 車站結構
2面3線的島式月台和側式月台的地面車站。2、3號月台設有跨線橋聯絡。

### 月台配置
| 月台 | 路線      | 方向 | 目的地             | 備註                   |
| ---- | --------- | ---- | ------------------ | ---------------------- |
| 1    | ■釧網本線 | 下行 | 綠、摩周、釧路方向 |                        |
| 2    | ■釧網本線 | 上行 | 網走、北見方向     |                        |
| 3    | ■釧網本線 | 下行 | 綠、摩周、釧路方向 | （臨時列車等的一部分） |
| 3    | ■釧網本線 | 上行 | 網走方向           | （臨時列車等的一部分） |

知床斜里是一個社員配置站，设置有绿窗口（营业時間6時30分 - 18時00分）。除此之外站內也设有自动售货机、商店與旅游信息办公室等週邊設施。

## 歷史
- 1925年（大正14年）11月10日 - 以國有鐵道斜里車站開始營業，為一般車站。
- 1929年（昭和4年）11月4日 - 設置野付牛（後來的北見）車庫斜里分庫。
- 1930年（昭和5年）6月1日 - 廢除斜里分庫。
- 1931年（昭和6年）9月20日 - 再次設置野付牛（後來的北見）車庫斜里分庫。
- 1932年（昭和7年） - 殖民軌道斜里線的知布泊（ちぷとまり）車站開始營業。
- 1949年（昭和24年）12月1日 - 由北見機車庫斜里分庫改為釧路機車庫斜里分庫。
- 1953年（昭和28年）左右 - 廢除斜里線。
- 1957年（昭和32年）11月10日 - 根北線的越川車站開始營業。
- 1963年（昭和38年）4月1日 - 廢除釧路機車庫斜里分庫。
- 1969年（昭和44年）2月1日 - 設置標茶機車庫斜里辦事處。
- 1970年（昭和45年）
  - 2月10日 - 標茶機車庫斜里辦事處改為斜里分庫。
  - 12月1日 - 廢除根北線。
- 1971年（昭和46年）7月6日 - 車站大樓改建。
- 1973年（昭和48年）10月18日 - 設置貨櫃基地。
- 1984年（昭和59年）2月1日 - 廢除貨運及行李處理。而標茶機車庫斜里分庫亦為釧路機車庫所屬。
- 1987年（昭和62年）4月1日 - 國鐵分割民營化後，由JR北海道繼承。
- 1998年（平成10年）4月11日 - 改稱為知床斜里車站。
- 2005年（平成17年）5月31日 - KIOSK關閉。之後主要由當地的商戶設置售賣店。
- 2007年（平成19年）12月 - 車站與旅遊中心的聯合車站大樓改建。候車室的部份開始運作。
- 2008年（平成20年）1月26日 - 旅遊中心及聯合車站大樓開始全面運作。

## 車站周邊
- 北海道道92號斜里停車場線
- 北海道道769號斜里停車場美咲線
- 北海道道802號斜里港線
- 道之驛斜里
- 斜里町役場
- 斜里警察署
- 斜里郵政局（併設日本郵政網走支店斜里配送據點）
- 斜里町農業協同組合（JA斜里町）
- 斜里第一漁業協同組合
- 斜里町立圖書館
- 斜里地區聯合消防署
- 斜里町社區中心
- 斜里町知床博物館
- 北海道斜里高等學校

## 巴士路線
主要由車站前的「斜里巴士總站」出發。
- 斜里巴士
  - 宇登呂溫泉、知床自然中心方向
  - 知床五湖、知床大橋、羅臼方向（季節性行駛）
  - 中斜里、綠方向
- 網走巴士
  - 網走巴士總站、網走車站、美幌車站方向
- 網走巴士、斜里巴士
  - 網走巴士總站、網走車站、女滿別機場方向
  - 宇登呂溫泉方向
- 北海道中央巴士、斜里巴士
  - EAGLE LINER 札幌車站巴士總站方向

## 相鄰車站
北海道旅客鐵道（JR北海道）
■釧網本線
快速「知床」、普通
止別（B73）－知床斜里（B72）－中斜里（B71）

## 外部連結
- （日語）JR北海道 – 知床斜里車站 （页面存档备份，存于）
- （日語）全驛參觀之旅 （页面存档备份，存于）
- . 北海道廢止地方線之旅.   [2009-11-05] （日语）.[永久]